# Заклинатель коней (фільм)
«Заклинач коней» (англ. Horse Whisperer) — американський вестерн-драматичний фільм 1998 року режисера Роберта Редфорда, знятий за мотивами роману Ніколаса Еванса «Заклинач коней» (1995). Редфорд грає головну роль — тренера з даром розуміти коней, якого наймають, щоб допомогти пораненій підлітці (яку грає Скарлетт Йоганссон) та її коню одужати після трагічного нещасного випадку.
Фільм вийшов на екрани 15 травня 1998 року. Він отримав загалом позитивні відгуки критики і зібрав близько 187 мільйонів доларів у світовому прокаті.

## Сюжет
Одного зимового ранку на озері Лейк-Лузерн, штат Нью-Йорк, підлітка Грейс Маклін та її найкраща подруга Джудіт виходять рано вранці, щоб покататися на своїх конях, Пілігрімі та Гулівері. Коли вони піднімаються зледенілим схилом, Гулівер послизається і вдаряється об Пілігрима. Обидва коні падають, тягнучи дівчат на дорогу, де їх збиває тракторний причіп. Джудіт і Гулівер гинуть, а Грейс і Пілігрим отримують важкі травми.
Грейс, яка залишилася з частково ампутованою правою ногою, озлоблена і замкнута після аварії. Тим часом Пілігрим травмований і некерований до такої міри, що його пропонують приспати. Мати Грейс, Енні, сильна духом редакторка журналу, відмовляється це зробити, відчуваючи, що одужання Грейс пов'язане з одужанням Піліґріма.
Зневірившись знайти спосіб зцілити і Грейс, і Пілігрима, Енні розшукує у віддалених горах Монтани «заклинача коней» Тома Букера. Том погоджується допомогти, але лише за умови, що Грейс також візьме участь у процесі. Грейс неохоче погоджується, і вони з Енні вирушають на ранчо Букера, де Том живе зі своїм братом і його сім'єю.
Поки Пілігрим і Грейс повільно долають свої травми, Енні і Том починають відчувати взаємний потяг. Однак вони обоє неохоче йдуть назустріч своїм почуттям — Енні одружена, а у Тома вже було розбите серце (дружина пішла від нього, бо не могла жити на ранчо). Том просить Грейс розповісти йому, що сталося між нею та Пілгрімом, щоб зрозуміти, що відчуває Пілгрім. Спочатку Грейс неохоче, але врешті-решт збирається з духом і розповідає про нещасний випадок.
Статус-кво між Енні та Томом порушується, коли на ранчо несподівано з'являється Роберт Маклін, батько Грейс і чоловік Енні. Енні розривається між почуттями до Тома та любов'ю до своєї родини. Незабаром, з допомогою Тома, Грейс нарешті робить останній крок, щоб зцілити себе і Пілігрима — знову сідає верхи на Пілігрима. Коли Макліни збираються покинути ранчо, Роберт каже Енні, що що любив її більше, ніж вона його, і відчував, що більшого йому не потрібно. Але тепер він вимагає від неї зробити вибір.
Хоча Енні хотіла б залишитися з Томом на ранчо, вона також знає, що належить місту, як і дружина Тома. Енні від'їжджає від ранчо, а Том дивиться їй услід з вершини пагорба.

## Акторський склад
- Роберт Редфорд — Том Букер
- Крістін Скотт Томас — Енні Маклін
- Скарлетт Йоханссон — Грейс Маклін
- Сем Ніл — Роберт Маклін
- Даян Віст — Даян Букер
- Кріс Купер — Френк Букер
- Черрі Джонс — Ліз Гаммонд
- Тай Гіллман — Джо Букер
- Кейт Босворт — Джудіт
- Джессалін Гілсіг — Люсі, асистентка Енні
- Жанетт Нолан — місіс Еллен Букер
- Еллісон Мурер — вокалістка гурту «Barn Dance»
- Стівен Перлман — Девід Готтшальк
- Джоель Картер — офісний працівник № 1
- Глорія Лінн Генрі — співробітниця журналу
- Бетті Баклі — колишня дівчина Тома Букера (вирізана послідовність[5])

Хоча він вже зняв кілька фільмів, це був перший фільм, в якому Роберт Редфорд знявся в головній ролі.
Головний герой, за словами письменника Ніколаса Еванса, створений за зразком заклинателя коней Тома Доренса, Рея Ханта і, зокрема, їхнього молодшого учня Бака Бреннамана. Бреннаман також дублювала роль Роберта Редфорда у фільмі та була консультантом. Редфорд також допомагав у виробництві документального фільму «Бак» . Еванс сказав: «Інші стверджували, що вони надихнули Тома Букера в "Заклиначі коней"». Мене справді надихнув Бак Бреннаман. Його майстерність, розуміння та його ніжне, любляче серце розвіяли хмари для незліченних неспокійних істот. Бак — дзен- майстер світу коней».

## Методи тренування коней та суперечки
Навчання травмованого коня відповідає низці базових природних технік верхової їзди, хоча зображення у фільмі не слідує конкретному методу якогось одного практикуючого фахівця. Ніколас Еванс пише: «Я провів багато тижнів, подорожуючи Заходом, і зустрів трьох дивовижних вершників: Тома Дорренса, Реєма Ханта і Бака Браннамана».
Показані методи тренування коней не зовсім позбавлені суперечностей. Хоча Браннаман був технічним консультантом на місці, він не мав творчого контролю. Обмеження, пов'язані зі зйомками фільму, змусили відредагувати деякі епізоди, і таким чином не показати деякі важливі елементи тренувань, які зазвичай використовуються у фільмі. Кілька основних проблем безпеки у фільмі включають в себе те, що в одній сцені Редфорд стоїть на колінах перед конем, який, як відомо, нападає на людей, а в іншій — носить великий перстень на пальці під час тренування, що є ризикованою практикою в реальному світі при одночасному поводженні з небезпечним конем і мотузкою.
Фундаментальний літературний прийом, який суперечить базовій психології коня, полягав у тому, що Пілігрим, очевидно добре навчений кінь, раптово став злісним після однієї травматичної події. Кінь може мати сильну реакцію після нещасного випадку, якщо елементи, які передували травмі, повторяться в майбутньому (наприклад, для Пілігрима було б логічно розвинути страх перед транспортними засобами, переходити дорогу або підніматися на вершину, крутий схил), але загалом це не повна зміна особистості, поведінки та світогляду, які можуть статися у травмованих людей. Такі зміни в поведінці коня, як правило, були б наслідком тривалого, тривалого жорстокого поводження з твариною.
Джон Лайонс, який практикує природне володіння конем, надав критику фільму з точки зору кіннотника, зазначивши, що, попри те, що у фільмі було багато позитивних повідомлень, люди також могли отримати деякі небезпечні повідомлення про дресирування коней з певних кадрів. Спочатку він зазначив, що всі коні, які грали в «Пілігримі», були добре натренованими тваринами, і що фільм не відображає реальні часові рамки для тренування однієї реальної тварини. Він зазначив, що у фільмі реабілітація коня виглядає як одноденна подія, в той час як в реальності для таких змін потрібен значний час. Лайонс розкритикував низку небезпечних практик, показаних у фільмі, і особливо критично поставився до сцени, де Букер, шкутильгаючи, в'яже і кладе виснаженого коня на землю, потім просить Грейс сісти на лежачого коня, якому потім дозволяють піднятися, і кінь і дівчина чудесним чином виліковуються від своїх страхів і знову стають командою. Він стверджував, що реальний практичний ризик травмування коня і людини таким методом є значним, що кінь, якого штовхають до виснаження, не є «натренованим», а підштовхувати таким чином наляканого вершника — нерозумно. Однак критик Лайонс також визнав обмеження голлівудського кіновиробництва, заявивши: «Щоб розповісти історію, часто робляться речі, які було б нерозумно намагатися робити власникам коней».

## Прийняття

### Касові збори
У США та Канаді «Заклинач коней» зібрав $74,4 млн, в інших країнах — $111,5 млн, а загалом у світі — $186,9 млн.
У перші вихідні фільм заробив 13,7 мільйона доларів і посів друге місце, потім заробив 14,5 мільйона доларів і 7,5 мільйона доларів у наступні два вихідні.

### Критика
На сайті Rotten Tomatoes рейтинг схвалення фільму становить 75 % на основі 59 рецензій із середньою оцінкою 7/10. Консенсус критиків вебсайту звучить так: «Це може бути надто нетерплячим, щоб потягнути за струни серця, але The Horse Whisperer — це типово витончений, добре створений Редфорд — по обидва боки камери». На Metacritic фільм отримав середню оцінку 65 зі 100 на основі 19 критиків, що вказує на «загалом схвальні відгуки». Глядачі, опитані CinemaScore, поставили фільму середню оцінку «A−» за шкалою від A+ до F.
Джанет Маслін у The New York Times каже, що фільм «зберігає велику візуальну інтенсивність завдяки величній операторській роботі Роберта Річардсона», але його «тверді цінності» розбавляються «хибним кінцем», тоді як CNN у досить саркастичному огляді скаржиться на те, що розповідь «все робилося дуже, дуже повільно» і згадує тривалість фільму. Кінокритики Джин Сіскел і Роджер Еберт відзначили фільм «двома великими пальцями вгору» у своєму щотижневому телешоу At the Movies . Леонард Малтін дав фільму три з половиною зірки з чотирьох можливих і назвав фільм «вишуканим відтворенням роману Еванса».
Пісня «A Soft Place to Fall» Еллісон Мурер і Гвіла Овена була номінована на премію «Оскар» за найкращу оригінальну пісню . Мурер виконує пісню у фільмі. На 56-й церемонії вручення премії «Золотий глобус» фільм був номінований на найкращий фільм — драма, а Редфорд — на найкращу режисуру.

## У поп-культурі
Популярність фільму призвела до того, що слово «шептун», «заклинач» (англ. whisperer) стало використовуватися як сленговий термін для позначення будь-кого, хто має сильну спорідненість з певною твариною чи істотою.
- У художньому біографічному фільмі 2015 року «Стів Джобс» генеральний директор Apple Джон Скаллі (Джефф Деніелс) розмовляє зі Стівом Джобсом (Майкл Фассбендер), оскільки Джобса сприймають як людину, з якою важко спілкуватися, а Скаллі сприймають як «заклинача Стіва».[8]